# Ångermansbosjön
Ångermansbosjön är en sjö i Avesta kommun och Sala kommun i Västmanland och ingår i Dalälvens huvudavrinningsområde. Sjön har en area på 0,41 kvadratkilometer och ligger 90,4 meter över havet. Sjön avvattnas av vattendraget Storån.

## Delavrinningsområde
Ångermansbosjön ingår i det delavrinningsområde (666887-153555) som SMHI kallar för Inloppet i Ångermansbosjön. Medelhöjden är 111 meter över havet och ytan är 9,34 kvadratkilometer. Det finns inga avrinningsområden uppströms utan avrinningsområdet är högsta punkten. Storån som avvattnar avrinningsområdet har biflödesordning 2, vilket innebär att vattnet flödar genom totalt 2 vattendrag innan det når havet efter 127 kilometer. Avrinningsområdet består mestadels av skog (90 procent). Avrinningsområdet har 0,39 kvadratkilometer vattenytor vilket ger det en sjöprocent på 4,2 procent.